# Sebastidae

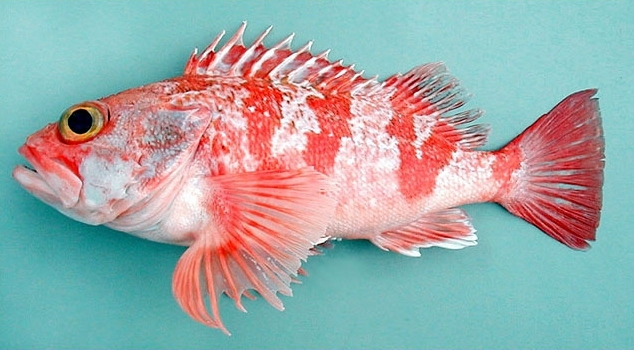
Helicolenus dactylopterus

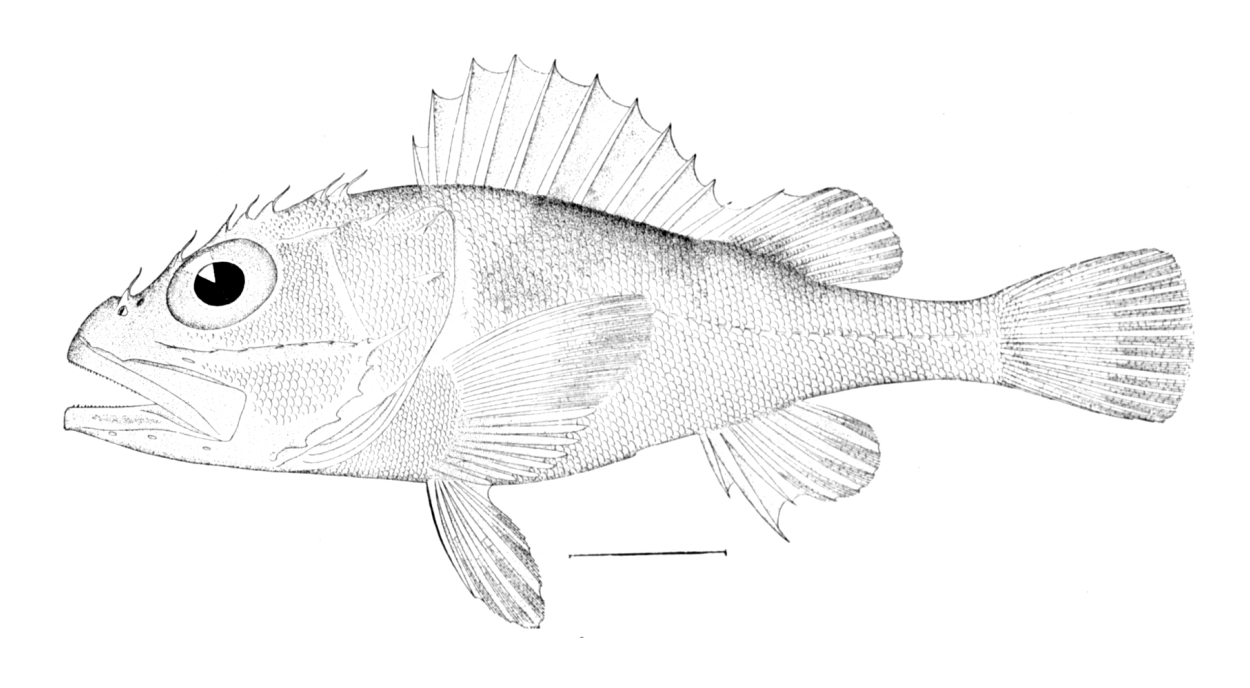
Trachyscorpia cristulata

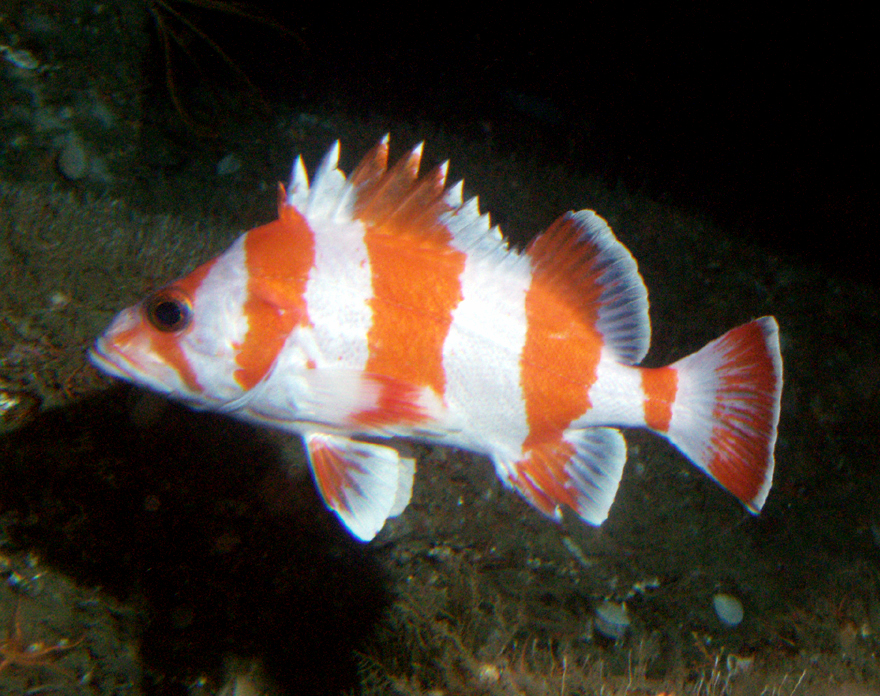
Sebastes rubrivinctus

I Sebastidae Kaup, 1873 sono una famiglia di pesci ossei marini e d'acqua salmastra appartenenti all'ordine Scorpaeniformes comprendente numerose specie in massima parte ascritte al genere Sebastes.

## Distribuzione e habitat
Questa famiglia è diffusa in tutto il mondo ma la stragrande maggioranza delle specie vive nei mari freddi di entrambi gli emisferi. Sono particolarmente comuni nell'Oceano Pacifico. Nel mar Mediterraneo vivono solo due specie: Helicolenus dactylopterus e, molto rara, Trachyscorpia cristulata echinata.
Sebbene alcune specie siano frequenti in acque costiere i Sebastidae vivono solitamente a profondità rilevanti, su fondi duri o, più di rado, fangosi dove fanno vita bentonica. Alcune specie sono veri e propri pesci abissali.

## Descrizione
Questi pesci sono simili sia agli Scorpaenidae che ai Serranidae, con testa grande, bocca molto ampia e occhi grandi. La pinna dorsale, la pinna anale e le pinne ventrali portano spine velenose. La testa ha spine e creste spinose simili a quelle degli scorfani ma meno vistose.
La colorazione è spesso brunastra o rossastra, alcune specie hanno colori vivaci.
Le specie più grandi possono raggiungere il metro di lunghezza.

## Biologia

### Alimentazione
Sono predatori.

### Riproduzione
Alcune specie del genere Sebastes sono vivipare.

## Pesca
Alcune specie come S. norvegicus hanno una certa importanza per la pesca professionale dei mari freddi. Vengono catturati con reti a strascico o palamiti. Le carni sono buone.

## Specie
- Genere Adelosebastes
  - Adelosebastes latens
- Genere Helicolenus
  - Helicolenus alporti
  - Helicolenus avius
  - Helicolenus barathri
  - Helicolenus dactylopterus
  - Helicolenus fedorovi
  - Helicolenus hilgendorfii
  - Helicolenus lahillei
  - Helicolenus lengerichi
  - Helicolenus mouchezi
  - Helicolenus percoides
- Genere Hozukius
  - Hozukius emblemarius
  - Hozukius guyotensis
- Genere Sebastes
  - Sebastes aleutianus
  - Sebastes alutus
  - Sebastes atrovirens
  - Sebastes auriculatus
  - Sebastes aurora
  - Sebastes babcocki
  - Sebastes baramenuke
  - Sebastes borealis
  - Sebastes brevispinis
  - Sebastes capensis
  - Sebastes carnatus
  - Sebastes caurinus
  - Sebastes chlorostictus
  - Sebastes chrysomelas
  - Sebastes ciliatus
  - Sebastes constellatus
  - Sebastes cortezi
  - Sebastes crameri
  - Sebastes dallii
  - Sebastes diploproa
  - Sebastes elongatus
  - Sebastes emphaeus
  - Sebastes ensifer
  - Sebastes entomelas
  - Sebastes eos
  - Sebastes exsul
  - Sebastes fasciatus
  - Sebastes flammeus
  - Sebastes flavidus
  - Sebastes gilli
  - Sebastes glaucus
  - Sebastes goodei
  - Sebastes helvomaculatus
  - Sebastes hopkinsi
  - Sebastes hubbsi
  - Sebastes ijimae
  - Sebastes inermis
  - Sebastes iracundus
  - Sebastes itinus
  - Sebastes jordani
  - Sebastes joyneri
  - Sebastes kawaradae
  - Sebastes kiyomatsui
  - Sebastes koreanus
  - Sebastes lentiginosus
  - Sebastes levis
  - Sebastes longispinis
  - Sebastes macdonaldi
  - Sebastes maliger
  - Sebastes matsubarai
  - Sebastes melanops
  - Sebastes melanosema
  - Sebastes melanostomus
  - Sebastes mentella
  - Sebastes miniatus
  - Sebastes minor
  - Sebastes moseri
  - Sebastes mystinus
  - Sebastes nebulosus
  - Sebastes nigrocinctus
  - Sebastes nivosus
  - Sebastes norvegicus
  - Sebastes notius
  - Sebastes oblongus
  - Sebastes oculatus
  - Sebastes ovalis
  - Sebastes owstoni
  - Sebastes pachycephalus
    - Sebastes pachycephalus chalcogrammus
    - Sebastes pachycephalus nigricans
    - Sebastes pachycephalus nudus
    - Sebastes pachycephalus pachycephalus

  - Sebastes paucispinis
  - Sebastes peduncularis
  - Sebastes phillipsi
  - Sebastes pinniger
  - Sebastes polyspinis
  - Sebastes proriger
  - Sebastes rastrelliger
  - Sebastes reedi
  - Sebastes rosaceus
  - Sebastes rosenblatti
  - Sebastes ruberrimus
  - Sebastes rubrivinctus
  - Sebastes rufinanus
  - Sebastes rufus
  - Sebastes saxicola
  - Sebastes schlegelii
  - Sebastes scythropus
  - Sebastes semicinctus
  - Sebastes serranoides
  - Sebastes serriceps
  - Sebastes simulator
  - Sebastes sinensis
  - Sebastes spinorbis
  - Sebastes steindachneri
  - Sebastes swifti
  - Sebastes taczanowskii
  - Sebastes thompsoni
  - Sebastes trivittatus
  - Sebastes umbrosus
  - Sebastes variabilis
  - Sebastes variegatus
  - Sebastes varispinis
  - Sebastes ventricosus
  - Sebastes viviparus
  - Sebastes vulpes
  - Sebastes wakiyai
  - Sebastes wilsoni
  - Sebastes zacentrus
  - Sebastes zonatus
- Genere Sebastiscus
  - Sebastiscus albofasciatus
  - Sebastiscus marmoratus
  - Sebastiscus tertius
- Genere Sebastolobus
  - Sebastolobus alascanus
  - Sebastolobus altivelis
  - Sebastolobus macrochir
- Genere Trachyscorpia
  - Trachyscorpia carnomagula
  - Trachyscorpia cristulata
    - Trachyscorpia cristulata cristulata
    - Trachyscorpia cristulata echinata

  - Trachyscorpia eschmeyeri
  - Trachyscorpia longipedicula
  - Trachyscorpia osheri
  - Trachyscorpia verai[2]